# Dèrbids
Els dèrbids (Derbidae) són una família d'hemípters del subordre auquenorrincs.

## Subfamílies
- Cedusinae
- Derbinae
- Otiocerinae